# 赫頓山脈
赫頓山脈是南極洲的山脈，位於帕爾默地東南部，西南面是斯夸爾斯冰川，西北面是約翰斯頓冰川，北面是斯萬冰川，美國地質調查局根據測量和該國海軍的空中照片繪入地圖，以蘇格蘭地質學家命名。
74°12′S 62°20′W / 74.200°S 62.333°W